# Nieuwburg (Alkmaar)

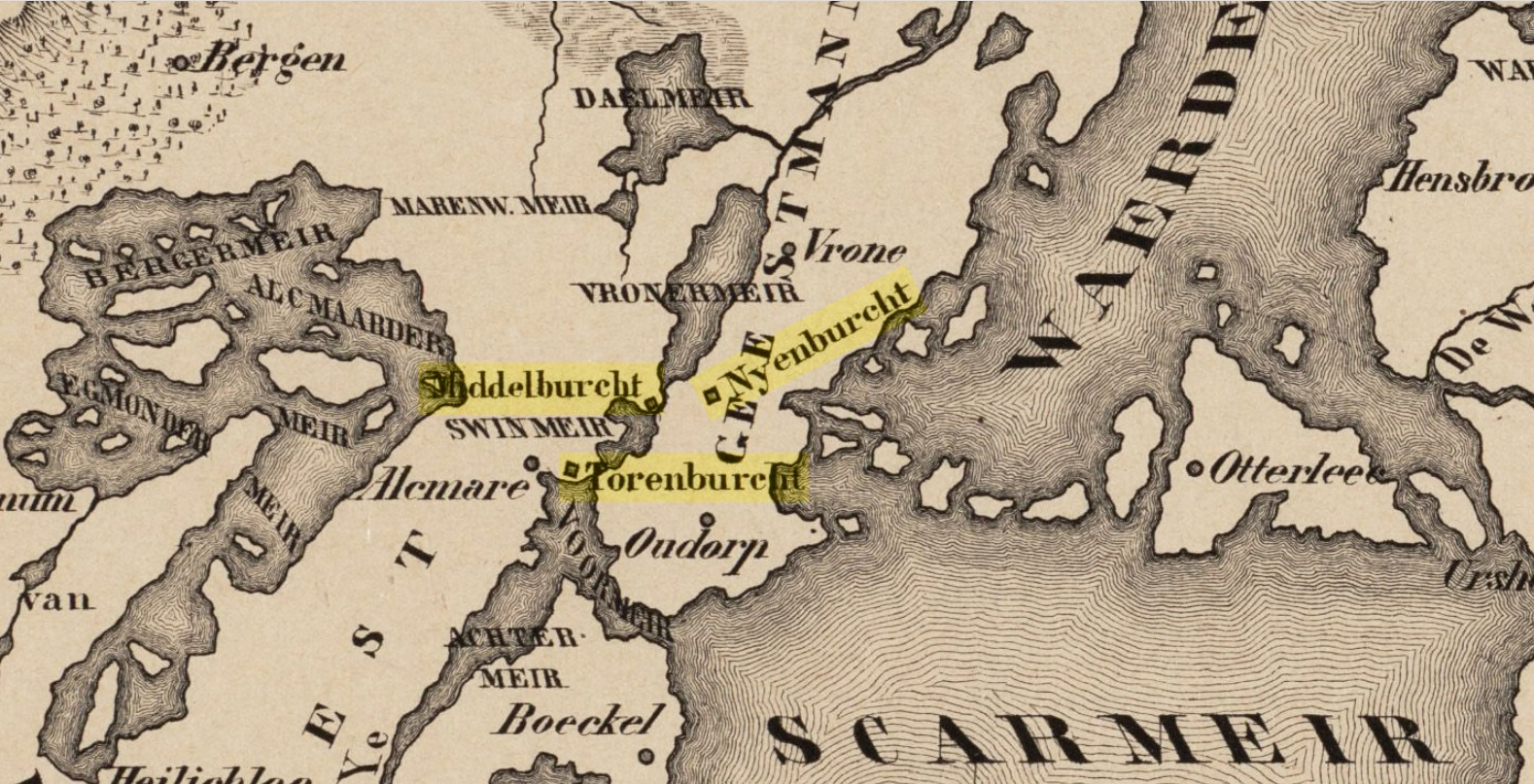
De burchten Torenburg, Middelburg en Nieuwburg nabij Alkmaar in 13e eeuw op een kaart uit 1865.

De Nieuwburg was een kasteel in Oudorp, een plaats ten noorden van Alkmaar. Het was aanvankelijk een met bakstenen ommuurd kampement gebouwd door graaf Willem II, waarna zijn zoon graaf Floris V de beter bekende Nieuwburg er aan toevoegde.
De Nieuwburg vormde met Middelburg en Torenburg een trits, waarbij de kastelen 'op twee pijlschoten afstand' van elkander lagen: ze dienden ter bescherming van de Munnikenweg, een verbindingsweg tussen Alkmaar en Oudorp en tegen invallen van de toen vijandige West-Friezen.
Anno 2023 zijn van het voormalige kasteel alleen funderingsresten op een omgracht terrein over.

## Geschiedenis
De geschiedenis van Nieuwburg gaat terug naar de vroege 13e eeuw, toen Rooms-koning Willem II een castris had gebouwd in het gebied dat de Hollanders van de West-Friezen scheidde. In 1254 zou hij er twee oorkondes uitgevaardigd hebben.
De geschiedenis van dit kasteel neemt een hogere vlucht wanneer Willem II's zoon Floris V de touwtjes in handen neemt. Het rommelde tussen de Hollanders en de Friezen en bij het begin van het offensief tegen de West-Friezen in 1272 bereidde Floris V de inname van strategische posities ten noorden van Alkmaar voor. Hij liet onder anderen de zandrug van Alkmaar en de hoge geestgronden van Oudorp en Sint Pancras (toenmalige Vronen) de Munnikenweg, een uitvalsweg c.q. dijk door het drassige land aanleggen.
Het duurde echter nog tien jaar voordat hij zijn eerste overwinning behaalde door het oosten van West-Friesland te bezetten en pas eind van de jaren 1280 slaagde hij in een volledige onderwerping van de West-Friezen.
Hij liet toen aan de randen van de Westfriese Omringdijk vijf burchten bouwen, van waaruit militaire garnizoenen de onderworpen Friezen in het oog konden houden. Van deze burchten bewaakten er twee, de Nieuwburg en de Middelburg, samen met de oudere Torenburg als een trits de toegang tot Kennemerland.
De dwangburchten raakten al in de veertiende en vijftiende eeuw in verval, want van de West-Friezen was toen niet veel meer te vrezen. Alleen de Nieuwburg, dat van meet af aan gebouwd werd voor de baljuw van Kennemerland, behield nog een tijd lang zijn functie.
De plundering van Alkmaar in 1517 was echter de genadeslag voor de Nieuwburg. Het was de tijd van de Gelderse Oorlogen tussen Holland en Friesland, en de Friese krijgsheer Grote Pier stak met zijn Fries-Gelderse bende Nieuwburg, toen bewoond door de baljuw Jan Gerritsz van Egmond (?-1523), en Middelburg, destijds de laatste twee kastelen in de regio, in brand.
Wat er van over was werd in opdracht van het Alkmaarse stadsbestuur in 1525 grotendeels gesloopt. Alleen de fundering bleef achter: de funderingsstenen zouden 'gegoten' werk zijn, waardoor ze niet makkelijk verwijderd konden worden. Delen van opgaand muurwerk zijn, blijkens oude afbeeldingen van het Alkmaars beleg in 1573 en 18de-eeuwse prenten, eveneens nog jaren blijven staan.

Ruïne van de Nieuwburg in verschillende werken
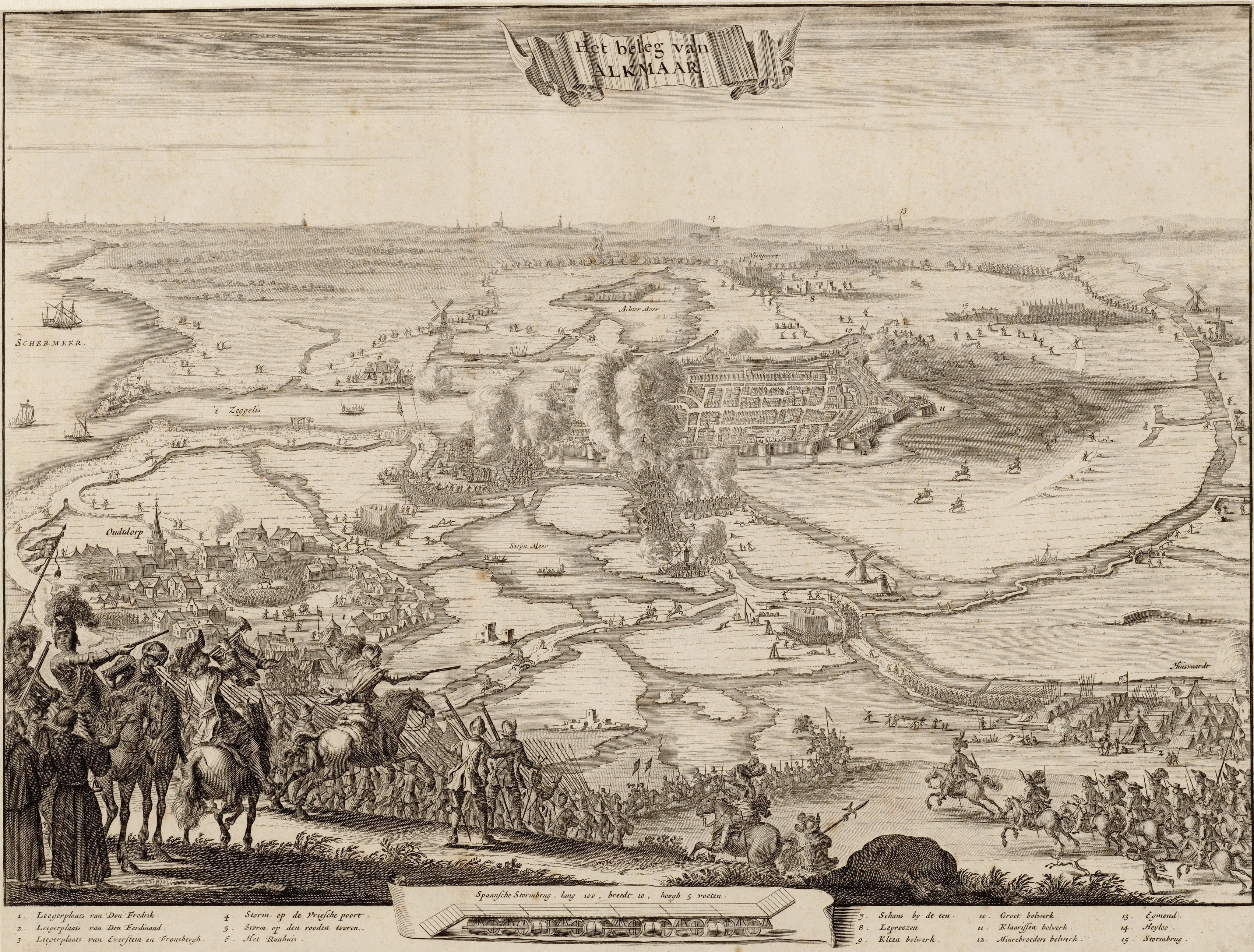
Beleg van Alkmaar in 1573. Ruine van de Nieuwburg midden op de voorgrond
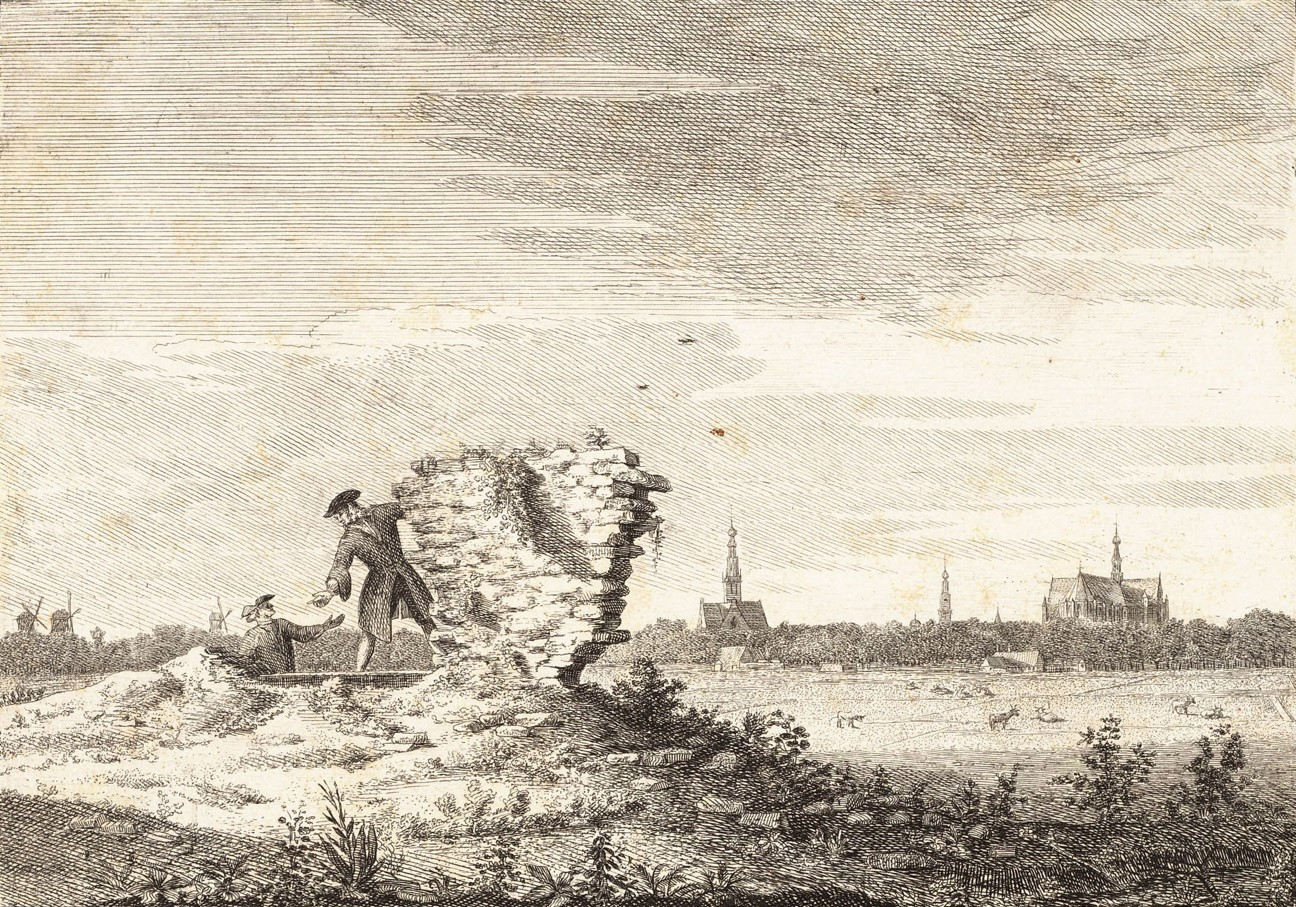
Ruïne van kasteel De Nieuwburg anno 1726, gezien vanuit het noordoosten met aan de horizon Alkmaar met de Grote Kerk, de Waag en het Stadhuis.

## Beschrijving

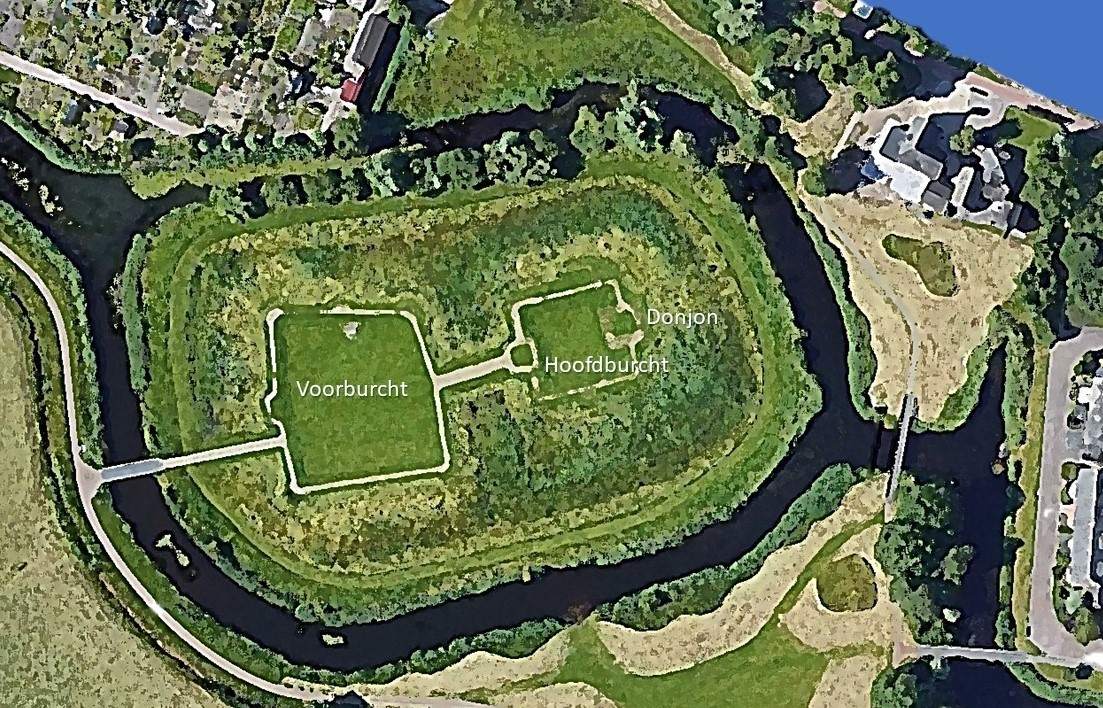
Op het terrein zijn heden slechts de contouren van het voormalige kasteelcomplex en zijn dubbele singelgracht te zien

Het kasteel was in twee fasen gebouwd. In de vroege 13e eeuw was een kampement gebouwd met bakstenen muren van een meter dik. Het had een onregelmatig vierkante vorm van 40 bij 42 meter met torens op de noordelijke hoeken. Waarschijnlijk hebben er ook torens op de zuidelijke hoeken gestaan. Het was daarmee een van de eerste vierhoekige kastelen in Nederland. Het ging als voorburcht dienen toen aan het eind van dezelfde eeuw de compactere en regelmatigere hoofdburcht van 24 bij 25 meter gebouwd werd. Deze hoofdburcht had geen torens op de hoeken, maar wel een vierkante donjon en een vierkante poorttoren in de zijde tegenover de donjon. De voor- en hoofdburchten waren verbonden door een ophaalbrug die over een tussengracht liep. Het complex was namelijk omringd door een dubbele singelgracht.
Met de toegangsweg aan de westzijde, de kant naar Alkmaar, met hierop de voorburcht aangesloten, stond de hoofdburcht gericht op het oosten, de richting van de West-Friezen, de toenmalige vijand. Dit was in tegenspraak met het toenmalige principe van defensie, waarbij via een gracht, een voorburcht, een tweede gracht en een hoofdburcht pas de donjon bereikt kon worden: deze was direct in het zicht van de hoger gelegen Vroner gebied en de vijand kon dus bijna rechtstreeks de hoofdtoren bereiken in plaats van door al deze obstakels heen te gaan. Sommige historici vermoeden dat bewust voor dit concept met de donjon als afschrikwekkend beeld in het zicht van de vijand gekozen was.
Overigens was in die tijd de grootste dreiging uit het noorden reeds geweken. De donjon was relatief eenvoudig in vergelijking met de oudere en veel sterker gebouwde torens in de omgeving en werd als behuizing voor de baljuw gebruikt. Hoewel de Nieuwburg veelal als dwangburcht beschreven wordt, klopt die beschrijving dus eigenlijk niet en was het eerder een plek waar belasting geheven werd.